# Бабаев, Султан Кайтмурзаевич
Султа́н Кайтмурза́евич Баба́ев (карач.-балк. Бабайланы Кайтмырзаны жашы Султан; 11 сентября 1922, с. Белая Речка — 4 июля 1999) — ветеран ВОВ, школьный учитель, генерал-майор МВД, министр внутренних дел Кабардино-Балкарской АССР (1961—1977), почётный деятель в Кабардино-Балкарии. Репрессирован, реабилитирован 7 октября 1994 г.

## Биография
В 17 лет, по окончании педучилища работал учителем истории, языка и литературы Белореченской средней школы г. Нальчика. Перед войной стал оперуполномоченным Наркомата государственной безопасности (НКГБ). 
Добровольно ушёл на фронт, где стал командиром взвода. В марте 1944 года был депортирован вместе с балкарским народом в Среднюю Азию. 
Руководство НКГБ Казахстана сочло возможным, чтобы старший лейтенант С. К. Бабаев продолжил службу в НКГБ. Однако в 1949 году по распоряжению Л. П. Берии из органов МГБ были уволены все репрессированные. Бабаев снова стал школьным учителем, теперь уже истории, в средней школе № 3 г. Алма-Ата Казахской ССР.
В 1957 году, когда балкарцы начали возвращаться из ссылки, Бабаев вернулся в родное село, где стал снова учителем.
С восстановлением Кабардино-Балкарской АССР в 1957 году стал заместителем министра внутренних дел Кабардино-Балкарской АССР в звании майора, а затем заведующим отделом административных и торгово-финансовых органов Кабардино-Балкарского обкома КПСС. 
В апреле 1961 года министр МВД КБАССР Я. А. Щербаков был переведён на работу в Читу и на его место был назначен на пост министра МВД. На посту министра вел борьбу с коррупцией в руководстве республики: были привлечены к уголовной ответственности и осуждены первый секретарь райкома, председатели райисполкомов, члены партийных бюро. Службу на посту министра завершил в августе 1977 года в звании генерал-майора МВД.
Около десяти лет являлся членом учёного Совета Кабардино-Балкарского НИИ сельского хозяйства. Избирался членом Нальчикского горкома КПСС и депутатом городского Совета народных депутатов. Восемь раз избирался в состав Кабардино-Балкарского обкома КПСС и депутатом Верховного Совета Кабардино-Балкарской АССР 6, 7, 8 и 9-го созывов.
В последние годы своей жизни руководил республиканским Советом общества охраны памятников истории и культуры.

## Семья
Является дядей депутата Государственной Думы Заура Геккиева.

## Награды
Награжден двадцатью двумя орденами и медалями, почётными грамотами: НКО — УОБР СССР (1941 г.), «Динамо» (1953 г.), Президиума Верховного Совета КБАССР (1960 г.), Совета союза спортивных обществ и организаций (1963 г.), «Динамо» (1963 г.). МВД СССР (1971 г.), Президиума Верховного Совета КБАССР (1972 г.), в/ ч 7410 (1972 г.). Президиума Верховного Совета КБACCP (1982 г.), Всероссийского общества охраны памятников истории и культуры (1987 г.), Кабардино-Балкарской Республики (1997 г.), имеет почетное звание Заслуженный работник МВД СССР. 

## Память
Именем была названа улица в с.Белая речка, КБР.

## Публикации
Является автором ряда работ по истории, языку и религии балкарского и карачаевского народов, касающихся проблемы происхождения балкарцев и карачаевцев, осетино-балкаро-карачаевских схождении в языках, о роли персидского языка в развитии языка балкарцев и карачаевцев, о борьбе населения Балкарии против Тамерлана и многих других.
Входил в состав авторского коллектива по изданию «Очерков истории балкарского народа» (1961 г.). Участвовал в редактировании сборников: "Документы по истории Балкарии (1962 г.), «За власть Советов в Кабардино-Балкарии» (1967 г.).